# Emily Skinner
Emily Skinner (Richmond, 29 giugno 1970) è un'attrice e cantante statunitense.

## Biografia
È nota soprattutto per aver interpretato con Alice Ripley le gemelle siamesi Daisy e Violet Hamilton nel musical Side Show a Broadway nel 1997, una performance che valse as entrambe una candidatura al Tony Award alla miglior attrice protagonista in un musical.
Ha recitato anche in altri musical, tra cui Jekyll & Hyde (Broadway, 1997), The Dead (Broadway, 2000), The Full Monty (Broadway, 2000), Company (Sondheim Festival, 2002), Merrilly We Roll Along (Sondheim Festival, 2002), Mame (Washington, 2006), Sweeney Todd: The Demon Barber of Fleet Street (Oklahoma City, 2009), Billy Elliot: the musical (Broadway, 2010), La sirenetta (Oklahoma City, 2014) e A Little Night Music (San Francisco, 2015).

## Filmografia

### Televisione
- Sam & Cat - serie TV, episodio 1x01 (2013)
- Law & Order - Unità vittime speciali - serie TV, episodio 15x06 (2014)
- Madam Secretary - serie TV, episodio 4x20 (2018)
- The Blacklist - serie TV, episodio 9x13 (2022)